# Charles-Eugène Guye

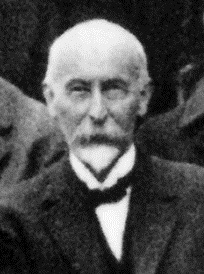
Charles-Eugène Guye 1927

Charles-Eugène Guye (* 15. Oktober 1866 auf der Hofschaft Saint-Christophe, Gemeinde Champvent im Kanton Waadt; † 15. Juli 1942 in Genf) war ein Schweizer Physiker.
Guye studierte Physik an der Universität Genf, wo er 1889 promovierte. Von 1890 bis 1892 wirkte er als Privatdozent in Genf und von 1893 bis 1900 war er Privatdozent am Polytechnikum Zürich (heute ETH Zürich). Von 1900 bis 1930 war er ordentlicher Professor und Direktor des Physikinstituts der Universität Genf. 1927 wurde es als korrespondierendes Mitglied in die Académie des sciences in Paris aufgenommen.
Seine Forschungsschwerpunkte lagen auf dem Gebiet elektrischer Ströme, Magnetismus, Gasentladungen u. a. m.
Ihm gelang der experimentelle Nachweis der von der speziellen Relativitätstheorie vorausgesagten Abhängigkeit der Elektronenmasse von der Geschwindigkeit (Lorentz-Einstein-Voraussage).
Er war Autor zahlreicher (auch populärwissenschaftlicher) Arbeiten und erhielt zahlreiche Ehrungen.